# Karl Henze
Karl Henze (20 de janeiro de 1916 - 25 de setembro de 1985) foi um oficial alemão que serviu na Luftwaffe durante a Segunda Guerra Mundial. Foi condecorado com a Cruz de Cavaleiro da Cruz de Ferro com Folhas de Carvalho.

## Condecorações
| Cruz de Ferro (1939) 2ª Classe                                   | 27 de setembro de 1939 |
| Cruz de Ferro (1939) 1ª Classe                                   | 28 de maio de 1940     |
| Distintivo de aviador                                            |                        |
| Distintivo de Voo do Fronte da Luftwaffe em ouro "1000"          |                        |
| Distintivo de Feridos (1939) em Preto                            |                        |
| Troféu de Honra da Luftwaffe                                     | 24 de novembro de 1941 |
| Cruz Germânica em Ouro                                           | 13 de janeiro de 1942  |
| Cruz de Cavaleiro da Cruz de Ferro                               | 15 de julho de 1942    |
| Cruz de Cavaleiro da Cruz de Ferro com Folhas de Carvalho nº 481 | 20 de maio de 1944     |